# Pierrefontaine-lès-Blamont
 Pierrefontaine-lès-Blamont  es una población y comuna francesa, en la región de Franco Condado, departamento de Doubs, en el distrito de Montbéliard y cantón de Hérimoncourt.

## Demografía
| 174 | 201 | 190 | 190 | 235 | 304 |
| Para los censos de 1962 a 1999 la población legal corresponde a la población sin duplicidades (Fuente: INSEE [Consultar]) |     |     |     |     |     |